# Santiago Pérez Alonso
Santiago Pérez Alonso (Vigo, 15 de enero de 1972) es un deportista español especializado en marcha atlética. Internacional en 19 ocasiones, desde 1995 hasta su retirada en 2009.
Participó en los Juegos Olímpicos de Atenas 2004 y en los Juegos Olímpicos de Pekín 2008 en la prueba de 50 km marcha. En Atenas obtuvo el diploma olímpico al terminar en 8ª posición.
Actualmente ocupa el cargo de seleccionador nacional español de marcha atlética.

## Marcas personales
| Mejores marcas personales | Mejores marcas personales | Mejores marcas personales    | Mejores marcas personales |
| Distancia                 | Tiempo                    | Lugar                        | Fecha                     |
| ------------------------- | ------------------------- | ---------------------------- | ------------------------- |
| 5.000 m.                  | 20:30.2                   | Vigo, España                 | 24 de mayo de 2003        |
| 20 km.                    | 01:24:50                  | La Coruña, España            | 20 de mayo de 1995        |
| 30 km.                    | 2h:08:57                  | El Prat de Llobregat, España | 18 de febrero de 2001     |
| 50 km.                    | 3h:45:55                  | Orense, España               | 22 de febrero de 1998     |